# L'invincibile Dendoh
L'invincibile Dendoh (GEAR戦士電童?, Gear senshi Dendō), noto anche come Gear Fighter Dendoh, è una serie televisiva anime da 38 episodi, trasmessa in Giappone su TV Tokyo dal 4 ottobre 2000 al 27 giugno 2001. La serie è stata ideata e diretta da Mitsuo Fukuda e sua moglie, Chiaki Morosawa, che in seguito hanno creato anche Mobile Suit Gundam SEED e il suo sequel, Mobile Suit Gundam SEED Destiny. Un'edizione italiana è andata in onda su Rai 2 nell'estate del 2004, per poi esser pubblicata per il mercato home video da Dynit. La serie è stata riproposta su Ka-Boom a partire dal settembre 2013 e su 7 Gold dal novembre 2014.

## Trama

### Prima parte
L'invincibile Dendoh racconta la storia di due giovani studenti giapponesi, Ginga Izumo e Hokuto Kusanagi che un giorno si incontrano nel bel mezzo di un attacco alla Terra da parte dei Gulfer, una razza di macchine intenzionate ad eliminare ogni forma di vita dall'universo. I due vengono scelti da Dendoh, una macchina costruita per sconfiggere i Gulfer, per essere i suoi piloti durante questo attacco. In seguito entrano a far parte dell'organizzazione "Guard Earth and Advanced Reconnaissance" (GEAR) e iniziano una lotta per ottenere le potenti Armi Elettroniche, le armi di Dendoh, prima di Gulfer. Ad un certo punto i due ragazzi sono aiutati da Elis Willamette, ragazza prodigio di undici anni già laureata al MIT venuta in Giappone come caporicercatrice per le armi elettroniche.
Dendoh combatte, per la prima parte della serie, contro Ouga, suo gemello pilotato da Arthea, ma quando quest'ultimo vedrà la signorina Vega, vicecomandante della Gear e madre di Hokuto, rimarrà scioccato: Vega e Arthea sono fratelli e principe e principessa di Alktos, pianeta dei Gulfer. Arthea quindi la rapisce perciò la Gear è costretta a raccontare tutta la storia a Hokuto e a Ginga: Vega un tempo era la principessa del pianeta Alktos, un pianeta meraviglioso e pacifico, finché Gulfer, che un tempo era il difensore del pianeta, lo attaccò e ne sterminò gli abitanti. Arthea rimase a combattere con Ouga mentre Vega fu costretta a fuggire sulla Terra assieme a Dendoh e a METEO, il supercomputer che tuttora aiuta la Gear nella guerra. Dopo averla adottata, Minoru Sayonji fondò la Gear e da allora l'organizzazione si è preparata per l'arrivo degli invasori. Su Alktos invece, Gulfer aveva vinto la guerra, quasi sterminato gli abitanti di Alktos e catturato Arthea. Vedendo Vega la prima volta, comincia a ricordare il proprio passato, e allora Gulfer lo fa richiamare alla base per spingerlo a non fermarsi di fronte alla sorella, che invece rapisce.
Ora, nello spazio i due fratelli discutono e si capisce che ad Arthea sono stati impiantati falsi ricordi, secondo i quali la guerra che ha distrutto Alktos sarebbe stata causata dagli umani, e per questo ora i Gulfer vogliono distruggerli. Arthea inoltre spiega che attualmente i Gulfer sono impegnati nella ricerca di una settima arma elettronica, molto più potente delle altre sei. Arrivato per liberare Vega, Dendoh combatte contro Ouga ma perde nuovamente e oltretutto Arthea riesce a convincere le armi elettroniche in possesso di Hokuto e Ginga a passare dalla sua parte. Dendoh quindi viene battuto ma presto ritorna all'attacco e i due ragazzi riescono ad riottenere le loro armi. Intanto, nella confusione della battaglia, uno dei generali Gulfer tenta di uccidere Vega colpendo l'astronave in cui è rinchiusa, perciò Arthea corre a salvarla e nella confusione riacquista i veri ricordi e passa dalla parte dei terrestri. Purtroppo nel corso del salvataggio rimane ferito e, dopo aver affidato ai ragazzi le sue armi elettroniche e Ouga, entra in coma.
Giunto alla Gear, Ouga viene studiato e gli scienziati riescono a far sì che da adesso anche Dendoh potrà essere pilotato da un solo pilota, quindi da ora Hokuto piloterà Ouga mentre Ginga continuerà a pilotare Dendoh. Raggiunta la fortezza a forma di spirale Rasenjo, avamposto dei Gulfer sulla Luna, i due robot combattono assieme e alla fine riescono a distruggerla.

### Seconda parte
Qualche giorno dopo la distruzione della Rasenjo, sulla Terra giunge una nuova astronave, comandata da due individui: il primo è un ragazzo poco più grande di Ginga e Hokuto, di nome Subaru, il secondo è un uomo di nome Zero; essi in realtà sono rispettivamente il (presunto) figlio dell'Imperatore Gulfer e erede di Arthea alla guida di Ouga, e il braccio destro di Gulfer, giunti per recuperare Ouga e la settima arma elettronica, e preparare il pianeta per qualcosa di non ancora specificato. Intanto Ginga e Hokuto si godono qualche giorno di riposo, ma purtroppo l'arrivo di nuove e più potenti bestie meccaniche li portano di nuovo a dover pilotare Dendoh e Ouga. Contemporaneamente, Zero entra nella tenuta di Sayonji e recupera il Gear Commander bianco, cioè quello di Arthea, e lo consegna a Subaru. Nel corso del conseguente attacco, Ouga viene quindi rallentato quando, a chiamarlo, sono simultaneamente Hokuto e Subaru, portandolo a bloccarsi fino a che, alla fine non sceglie il primo.
Vistosi impossibilitati a utilizzare Ouga fintanto che questi sceglierà Hokuto, Zero e Subaru lo rapiscono e lo sottopongono allo stesso lavaggio del cervello a cui era stato sottoposto Arthea: Hokuto ora crede di essere un Gulfer, di essere cresciuto assieme a Subaru come pilota di Ouga e, soprattutto, è convinto che Ginga sia il suo nemico mortale. Nel frattempo, Arthea, che si è svegliato dal coma, parla con Ginga e lo sprona a non lasciarsi prendere dai sentimenti: la risolutezza dovuta al condizionamento conferisce a Hokuto un vantaggio troppo importante, quindi Ginga, se vuole sopravvivere e avere la possibilità di salvarlo, deve affrontarlo a sua volta con decisione, senza trattenersi. Fortunatamente, dopo due scontri, Hokuto riesce a ricordare e torna quello di prima e, nello scontro successivo, grazie all'aiuto di Ginga riesce a salvare e a portare alla base Gear Subaru, che Zero aveva tentato di sacrificare per distruggere anche Hokuto stesso e Ouga. Alla Gear, Subaru, che nel periodo in cui Hokuto era tenuto prigioniero gli si era affezionato, viene lasciato alle cure di quest'ultimo, Ginga e Eris, con cui fa lentamente amicizia.
Ma proprio quando le cose sembrano andare per il meglio, Zero lancia un assalto totale alla Gear in cui, dopo aver distrutto con delle bombe le basi Gear distaccate, sfrutta la diversione di due grossi guerrieri meccanici per colpire direttamente la base centrale, prima in forma umana, in cui però viene fermato da Arthea e Vega, e poi attraverso la propria vera forma, cioè un robot simile ai generali della Rasenjo. Anche se i due ragazzi si liberano abbastanza in fretta delle bestie meccaniche, quando affrontano Zero lo scontro è forse il più difficile della loro vita, perché il nemico è tanto potente da tenere testa a entrambi. Grazie all'aiuto di Subaru, Vega riesce a riattivare l'astronave con cui era giunta sulla Terra e a distruggere Zero, che però, all'insaputa dei protagonisti, sopravvive misteriosamente mentre questi ultimi scoprono che l'Imperatore Gulfer ha deciso di lanciare un attacco totale: il governo, infatti, scopre che agli estremi del sistema solare il pianeta dei Gulfer, assieme alla sua intera flotta, si sta dirigendo verso la Terra. Allora, a bordo dell'astronave, tutta la Gear, guidata da Arthea e in compagnia di Subaru, si dirige verso il pianeta per fermarlo prima che esso si avvicini troppo, ma la cosa non è facile perché, oltre che da Zero, esso è difeso da un satellite artificiale, dotato di un cannone capace di distruggere interi pianeti. Il piano quindi è raggiungere il satellite, distruggerlo, per poi distruggere lo stesso Gulfer prima che la flotta, costituita da mille Rasenjo, raggiunga la Terra.
Nella successiva battaglia, in cui si scoprirà che alcuni abitanti di Alktos sono sopravvissuti e che tra essi c'è anche la vera madre di Subaru, il coraggio e il rifiuto di arrendersi dei due giovani piloti permette il manifestarsi della settima arma elettronica, l'Antica Fenice, grazie a cui, una volta che essa è salvata dai due ragazzi e da Arthea, Dendoh e Ouga hanno energia illimitata. Con questi nuovi poteri, Hokuto torna a pilotare Dendoh assieme a Ginga, con cui riesce anche a distruggere il satellite-cannone, mentre Arthea pilota Ouga. Anche se ora le sorti della battaglia sono più favorevoli di quanto siano mai state, Zero continua a tornare alla carica perché lui, in realtà, è il Chip dello stesso Gulfer, ma a differenza dei Chip dei tre generali della Rasenjo, che nel frattempo si sono uniti alla Gear, loro due sono immortali e l'unico modo per distruggerli è distruggere entrambi nello stesso momento. Se ciò non accade, la controparte distrutta si rigenera spontaneamente. Quindi è necessario che Arthea (aiutato poi da Vega) affronti Zero mentre Hokuto e Ginga pensano a Gulfer. Dopo un violentissimo scontro, i due robot riescono a distruggere i rispettivi nemici nello stesso istante, mettendo fine la guerra e salvando l'intero universo.

## Robot

### Gear Fighter Dendoh
- Altezza: 25 m
- Peso: 450 t
- Velocità 75 km/h
- Turbini: 6 (una per braccio e due per gamba)
- Punti di forza: potenza e forza
- Piloti: inizialmente avrebbero dovuto essere Vega e Kirakuni, ma Dendoh sceglie Ginga e Hokuto, poi è pilotato solo da Ginga, e nell'ultima battaglia di nuovo anche da Hokuto.

### Gear Knight Ogre
- Altezza: 25 m (con la maschera alzata)/28,5 m (con la maschera abbassata)
- Peso: 450 t
- Velocità 75 km/h
- Turbini: 6 (una per braccio e due per gamba)
- Punti di forza: agilità e velocità
- Piloti: Arthea, poi Hokuto e, nell'ultima battaglia, di nuovo Arthea. Anche se, alla fine, non lo fa mai, viene spiegato che Subaru era destinato a diventare il pilota di Ouga se Arthea non fosse più stato di adempire al compito.

## Personaggi

### Gear
Hokuto Kusanagi (草薙北斗?, Kusanagi Hokuto)
È uno dei due piloti di Dendoh e in seguito pilota di Ouga. Ha undici anni ed è un ragazzino riflessivo e responsabile. Inizialmente è spaventato all'idea di pilotare Dendoh perché si sente male all'idea di mentire ai suoi genitori, ma successivamente combatterà con tutte le sue forze per difendere la sua famiglia e il mondo intero. Catturerà Unicorno perforante, Drago Infuocato e in seguito Arthea gli donerà Vipera Insidiosa; con Ginga e Arthea catturerà Antica Fenice. Il suo nome deriva dal nome giapponese per la costellazione dell'Orsa Maggiore.
È doppiato da Naomi Shindou (giapponese) e Daniele Raffaeli (italiano).
Ginga Izumo (出雲銀河?, Izumo Ginga)
È uno dei due piloti di Dendoh. Ha undici anni ed è un ragazzo irresponsabile ed impulsivo. Pratica l'arte marziale del Kempo, insegnato da sua madre, che lo aiuta a sviluppare sempre nuove tecniche con Dendoh. È un fan sfegatato delle C-Drive in particolare della piccola Yuki. Catturerà Leone Cerchiato, Cinghiale Corazzato e in seguito Arthea gli donerà Toro Infuriato; con Hokuto e Arthea catturerà Antica Fenice. Il suo nome in giapponese significa "galassia".
È doppiato da Yōko Matsuoka (giapponese) e Alessio De Filippis (italiano).
Vega (ベガ?) / Orie Kusanagi (草薙織絵?, Kusanagi Orie)
Vicedirettrice della Gear, compare come una donna con un vestito attillato capelli biondi e una maschera che combatte equipaggiata di una moto (in grado di fare enormi salti di 26 metri, correre sull'acqua e di sparare missili) una frusta e una serie di trottole esplosive. Nasconde l'identità di Orie Kusanagi, madre di Hokuto, moglie di Keisuke, figlia adottiva di Minoru Sayonji e sorella di Arthea, principe di Alktos, che cerca la sorella da molto tempo. Vega infatti è la principessa della civiltà del pianeta Alktos da cui è arrivata sulla Terra con l'astronave "METEO"; la bambina dai capelli e dagli occhi azzurri che compare nella prima puntata è il suo aspetto da bambina ed è in questa forma che per quasi tutta la serie appare Antica Fenice. Originariamente lei e Kirakuni dovevano pilotare Dendoh, ma poi sono sostituiti da Hokuto e Ginga poiché più compatibili con il robot. La sua vera identità è nota allo spettatore fin dall'inizio della serie, mentre i ragazzi ed il marito lo scopriranno solo a metà della serie. Il suo nome è un riferimento alla stella Vega della costellazione della Lira, una delle due protagoniste della leggenda di Tanabata.
È doppiata da Kotono Mitsuishi (giapponese) e Roberta Pellini (italiano).
Eris Willamette (エリス・ウィラメット?, Erisu u~irametto)
È una bambina americana di undici anni dai capelli rossi e gli occhi azzurri. È già laureata al Massachusetts Institute of Technology venuta a lavorare alla Gear per cercare le armi elettroniche con uno speciale programma. Frequenta come copertura la quinta elementare insieme ad Hokuto e Ginga. Ha una predilezione quasi ossessiva per i conigli della scuola.
È doppiata da Kyōko Tsuruno (giapponese) e Gemma Donati (italiano).
Kirakuni Susumu (吉良国進?, Susumu Kirakuni)
Originariamente era Kirakuni a dover pilotare Dendoh con la signorina Vega ma quando Dendoh sceglie Hokuto e Ginga inizialmente fa da supporto alla base ed in seguito piloterà il Cell Fighter e il Cell Booster veicoli progettati dalla Gear per supportare Dendoh in combattimento sparando con dei laser (per il Cell Fighter) o con dei missili (per il Cell Booster) per distrarre il nemico e sparare le Iper-pile per Dendoh e, successivamente, anche per Ouga. Verso metà serie, dopo che i suoi genitori hanno organizzato l'incontro prematrimoniale, sembra nutrire dei profondi sentimenti, ricambiati, per Aiko Asano.
È doppiato da Kenji Nojima (giapponese) e Vittorio Guerrieri (italiano).
Aiko Asano (浅野愛子?, Asano Aiko)
Operatrice della Gear allegra e divertente pronta a scherzare con tutti i suoi colleghi ma prende il suo lavoro con grande serietà anche nei momenti di difficoltà. Verso metà serie, dopo che i suoi genitori hanno organizzato l'incontro prematrimoniale, sembra nutrire dei profondi sentimenti, ricambiati, per Kirakuni Susumu.
È doppiata da Miki Yoshino (giapponese).
Direttore Shibuya (渋谷長官?, Shibuya chōkan)
Capo della principale base della Gear in Giappone. Nonostante il carattere severo e autoritario nutre un atteggiamento paterno verso Hokuto e Ginga per cui è costantemente preoccupato. È uno dei pochi membri della Gear ad essere a conoscenza del segreto di Vega.
È doppiato da Tomomichi Nishimura (giapponese) e Fabrizio Temperini (italiano).
Dr. Inoue (Dr.井上?)
Scienziato a capo dello sviluppo della Gear è lui che ha progettato la base a modello dell'astronave METEO e i veicoli della Gear. È stato lui a richiedere l'arrivo di Elis dalla sede statunitense della Gear. È uno dei pochi membri della Gear a essere a conoscenza del segreto di Vega.
Minoru Sayonji (西園寺実?, Sayonji Minoru)
Padre adottivo di Vega, suocero di Keisuke, nonno di Hokuto, Presidente e Fondatore della Gear è lui a dire la verità sul conto di Vega/Orie a Hokuto e Keisuke. Sembra avere un carattere duro e austero ma in realtà gentile ed ha un cuore d'oro. Vive in una colossale villa dove si trovano tantissime stanze e innumerevoli comodità.
Arthea (アルテア?, Arutea)
Fratello di Vega, cognato di Keisuke e zio di Hokuto, ha i capelli e gli occhi azzurri. Inizialmente viene tenuto su Alktos dall'Imperatore Gulfer perché in grado di pilotare Ouga e per tre quarti di serie combatte contro Dendoh a causa del lavaggio del cervello che gli hanno fatto i Gulfer ma poi riacquistata la memoria diventando consulente per la Gear e successivamente il comandante nel corso della missione nello spazio finché nella battaglia finale torna a pilotare Ouga con cui sconfigge Zero con l'aiuto di Vega. Cattura Vipera Insidiosa e Toro Infuriato, che cede a Ginga e Hokuto con i quali sarà scelto da Antica Fenice. Per tutta la parte di serie dove sta dalla parte dei Gulfer indossa una maschera che ricorda quella di Ouga e combatte con due spade. Durante il periodo in cui combatte contro Dendoh perché senza memoria, Ginga e Hokuto credono che sia un mostro senza cuore, ma dopo aver scoperto la sua identità e i suoi veri sentimenti, capiscono che in realtà è dalla loro parte, ha un grande cuore ed è affezionatissimo alla sorella Vega. lo dimostrerà particolarmente quando, a metà serie, si sacrifica per salvare la sorella, riuscendo comunque a salvarsi per la gioia di quest'ultima, del nipote e di Ginga. Il suo nome è anche traslitterabile in Altair, la seconda delle due stelle amanti del Tanabata: difatti sia Arthea che Vega sono stati separati come le due stelle della leggenda.
È doppiato da Kazuhiro Nakata (giapponese) e Francesco Prando (italiano).
Subaru (スバル?)
Ragazzo di Alktos rapito dai Gulfer quando era in fasce con lo scopo di farlo diventare il successore di Arthea come pilota di Ouga. Compare per la prima volta dopo lo scontro di Arthea con Dendoh, quando ne uscì vincitore il secondo, durante il secondo lavaggio del cervello ad Arthea e poi nella seconda metà della serie dove arriva sulla Terra con Zero; inizialmente considera Hokuto un nemico e cerca di sottrargli Ouga, ma quando Hokuto viene rapito e condizionato, combattendo contro Ginga due volte, i due legano. Dopo il ritorno di Hokuto dalla parte degli umani, Subaru si sente tradito e cerca di ucciderlo pilotando una bestia meccanica, per poi essere a sua volta tradito da Zero, che cerca di sacrificarlo in un subdolo tentativo di distruggere anche Ouga. Fortunatamente, Hokuto e Ginga riescono a salvarlo e a portarlo alla Gear, dove fanno amicizia con lui assieme ad Eris. Presto Subaru si rende conto di non essere figlio di Gulfer e fratello di Arthea, ma di essere un umano a quel punto passa dalla parte della Gear e durante lo scontro finale prima pilota il "Barhuarah" con la signorina Vega e poi aiuta i superstiti di Alktos a salvarsi (tra cui c'è anche sua madre biologica). Il suo nome letteralmente significa "sette stelle" ed è usato per indicare le Pleiadi.
Altri Operatori di Classe A (nella Gear ci sono tre classi di personale: C agenti che operano fuori per coprire le operazioni della Gear, B addetti alla riparazione di Dendoh, Ouga e dei veicoli e A gli operatori che si vedono nella sala dove si trova il supercomputer METEO) sono: gli operatori Kenny (biondo che porta i capelli a spazzola), Kinici (robusto e castano) e Chris (di colore) e le operatrici Natsumi Tokidaka (mora con le treccine), Linda Sue (castana con la frangia) e Kumi Hayase.

### Gulfer
Imperatore Gulfer (ガルファ皇帝?, Garufa kōtei)
Enorme computer costruito dagli abitanti di Alktos con lo scopo di controllare il clima e l'ecosistema del pianeta ma poi impazzisce e si convince di essere il padrone dell'universo, si nomina imperatore del pianeta e crea un esercito meccanico che stermina quasi tutti gli abitanti di Alktos, tranne una piccola comunità che si salva, Arthea, che subisce il lavaggio del cervello, e Subaru (rapito da bambino dalla comunità di sopravvissuti al fine di farne un secondo possibile pilota dei robot da combattimento Dendoh e Ohaga). Dall'aspetto di un muro scuro con lunghissime linee che ricordano la figura di un ragno; sotto forma di Gulfer appare come un colossale Idra meccanico. Verrà distrutto da Ginga e Hokuto con Dendoh armato di una spada nata dalla fusione di tutte le armi elettroniche (evidente riferimento a Yamata no Orochi, leggendario serpente giapponese simile all'Idra di Lerna, che secondo la mitologia shintoista fu ucciso dal dio Susanoo grazie alla gigantesca spada Totsuka).
È doppiato da Andrea Ward (italiano).
Zero (ゼロ?)
È il tutore di Subaru, all'inizio appare come un uomo calvo che indossa un completo bianco con un segno simile ad una fiamma sulla fronte. Nella sua forma di gulfer è una sorta di gigantesco robot bianco di aspetto semi-antropomorfo che si muove a bordo di un veicolo il "Vector", con il quale si può fondere diventando ancora più forte. Zero è in realtà il Chip (una sorta di clone del gulfer che può assumere una forma antropomorfa) dello stesso Imperatore Gulfer. A differenza dei normali chip, Zero, se distrutto, si rigenera come un'arma elettronica; lui e l'imperatore sono infatti un'unica entità e quindi devono essere distrutti assieme per venire sconfitti. Verrà distrutto da Arthea con Ouga, mentre Dendoh distrugge l'imperatore.
È doppiato da Andrea Ward (italiano).
Rasenjo (螺旋城?, Rasenjō)
Giganteschi gulfer che controllano le omonime astronavi, per l'invasione dei pianeti, a forma di vite (dal Giapponese Rasen= spirale e jo= castello). Quello inviato per invadere la Terra, che si stabilisce sulla Luna, viene distrutto da Ginga e Hokuto ai comandi di Dendoh e Ouga. Secondo Arthea, l'impero Gulfer dispone di almeno 1000 Rasenjo sparse per tutta la galassia, e alla fine della serie vengono richiamate tutte per l'invasione della Terra, che però non raggiungeranno poiché quando saranno sul punto di poterla attaccare, Gulfer verrà distrutto, disattivandole.
Abzolto (アブゾルート?, Abuzorūto)
Primo dei tre generali della Rasenjo sulla Luna, manda un chip sulla Terra per cercare le Armi Elettroniche. Ha un aspetto di un robot semi-antropomorfo e dal corpo estremamente sottile e argentato; è in grado di fondersi con qualunque materiale solido liquefacendosi. Viene distrutto da Ginga e Hokuto ai comandi di Dendoh e Ouga. Il suo chip sotto forma di gulfer è identico al corpo principale solo più piccolo; in forma umana è invece un uomo vestito di bordeaux con i capelli rosa, molto più simile a una donna che ad un uomo, alla fine di ogni frase ripete "Amici" o "Amico". Dopo la distruzione del suo corpo principale di lui non rimarrà che il chip ormai senza memoria; dopo averla recuperata inizia a lavorare per Subaru e Zero, e dopo che Subaru passa dalla parte della Gear decide di seguirlo diventando anche lui un alleato dell'organizzazione.
È doppiato da Kenji Nojima e Marco Baroni (italiano).
Gurumei (グルメイ?)
Secondo dei tre generali della Rasenjo sulla Luna, manda un chip sulla Terra per cercare le Armi Elettroniche. Ha un aspetto di un robot semi-antropomorfo dal corpo estremamente tozzo e dorato. È in grado di creare un campo energetico che impedisce l'utilizzo di armi elettroniche al suo interno e che può essere distrutto soltanto da un attacco finale. Viene distrutto da Ginga e Hokuto ai comandi di Dendoh e da Arthea ai comandi Ouga. Il suo chip indossa un completo verde calvo con un curioso ciuffo in mezzo alla fronte e baffetti; alla fine di ogni frase ripete "Giusto". Dopo la distruzione del suo corpo principale di lui non rimarrà che il chip ormai senza memoria; dopo averla recuperata inizia a lavorare per Subaru e Zero, e dopo che Subaru passa dalla parte della Gear decide di seguirlo diventando anche lui un alleato dell'organizzazione.
È doppiato da Kazuja Ichijō (giapponese) e Gerolamo Alchieri (italiano).
Witter (ウィッター?, U~ittā)
Terzo dei tre generali della Rasenjo sulla Luna, manda un chip sulla Terra per cercare le Armi Elettroniche. Ha l'aspetto di un robot semi-antropomorfo dal colore bronzeo. Si separa in mille pezzi per disorientare il nemico e colpirlo di sorpresa. Il suo chip ha un vestito che ricorda "l'incrocio tra un rapper ed un pirata" che alla fine di ogni frase ripete "Appunto". Dopo la distruzione del suo corpo principale di lui non rimarrà che il chip ormai senza memoria; dopo averla recuperata inizia a lavorare per Subaru e Zero, e dopo che Subaru passa dalla parte della Gear decide di seguirlo diventando anche lui un alleato dell'organizzazione.
È doppiato da Yasuhiro Takato (giapponese) e Corrado Conforti (italiano).
Ragoh (ラゴウ?, Ragō)
È una bestia meccanica che fa l'animale da compagnia all'imperatore. Assomiglia ad una tigre dai denti a sciabola dal corpo scheletrico rosso a due teste e dotato di ali bianche; la sua velocità è 5 volte superiore a quella di Dendoh. In realtà è un contenitore creato per custodire un letale virus informatico capace di distruggere le armi elettroniche (e persino Zero) se le ferisce in battaglia. Può rigenerare le sue ferite divorando altre bestie meccaniche. Se ridotto allo stremo può far spuntare dal suo corpo terribili lame. Ha un carattere feroce ed indomabile come una vera bestia e l'imperatore lo considera più importante dei suoi stessi generali. Viene distrutto da Dendoh con l'utilizzo del grande re Kiba.
- Generali Sono i comandanti degli eserciti delle varie Rasenjo, probabilmente tutti dotati di poteri particolari come gli unici 3 approfonditi dalla serie. Molti di essi vengono mostrati durante la battaglia finale coi Gulfer e ricordano per colori e (raramente) forma Witter e Gurumei.
- Guerrieri meccanici Sono l'élite dell'esercito di Gulfer, non sono massicci come le bestie pesanti (eccetto i 2 che Zero usa per distruggere la sede centrale della Gear), ma sono più veloci e abili nel combattimento diretto. Costituiscono anche la guardia imperiale e prendono ordini da Arthea e, dopo la sua defezione, da Zero e Subaru. Due di essi stanno costantemente a guardia della sala dell'imperatore, mimetizzati dal suo scudo.
- Bestie meccaniche pesanti sono l'esercito d'assalto dell'impero, sono più grandi e hanno tutti caratteristiche uniche rispetto alle normali bestie meccaniche.
- Bestie meccaniche sono l'esercito di soldati semplici e generici, possono fondersi con varie strutture meccaniche ed assumere forme e poteri definiti dalle stesse, in caso contrario si limitano ad usare semplici armi come cannoni.

### Civili
- Keisuke Kusanagi: padre di Hokuto e marito di Orie. Reporter sempre in prima linea per informare il pubblico delle imprese di Dendoh. Quando suo Suocero lo informa della Gear, di Dendoh, sulla storia e sul rapimento di sua moglie prende la cosa abbastanza bene e sarà un grande supporto morale per sua moglie e suo figlio.
- Midori Izumo: madre di Ginga e moglie di Genichi. Maestra di Kempo ha un carattere apparentemente severo ma in realtà è una persona dolcissima che infonde dei sani principi a suo figlio Ginga per cui è costantemente preoccupata ma al contempo è sicura della vittoria di suo figlio. Mostra tutta la sua sensibilità quando scoppia a piangere dopo che Ginga gli ha confessato di essere il pilota di Dendoh poiché il figlio si è confidato, avendone intuito da tempo il segreto. È doppiata da Yuko Kato (giapponese) e Alessandra Cassioli (italiano).
- Otome Izumo: dolce sorellina di Ginga, molto attaccata alla madre a tutta la famiglia; durante la serie crea divertenti gag con tutti i personaggi. Nel corso della serie fa amicizia con Leone Cerchiato, che lei chiama "Signor Leone".
- Sig. Ooishi: nonno di Ginga, vive con sua figlia, suo genero e i suoi nipoti. Grande maestro di Kempo.
- Genichi Izumo: padre di Ginga. Come Keisuke è un reporter, ma internazionale e quindi sempre in viaggio per tutto il mondo; quando torna a casa mantiene per qualche giorno i costumi dell'ultimo paese dove è stato per poi riprendere le consuete abitudini e ripartire. È il primo dei genitori dei piloti, esclusa Orie, a scoprire il segreto del figlio ma scegliendo di tenerlo per sé.
- Le C-DRiVE: sono è un gruppo pop di tre ragazze molto popolari in Giappone di cui Ginga è un grande fan. Sono: Yuki sempre vestita di rosa (Ginga con cui si tiene in contatto via E-Mail ha una cotta per lei), Saki sempre vestita di blu e Miki sempre vestita di giallo e rosso. Le sigle di apertura e chiusura della versione giapponese sono canzoni delle C-DRiVE. Durante la serie organizzano concerti esclusivamente per sostenere moralmente Dendoh.
- Sig.na Oiwa: insegnante di Ginga, Hokuto ed Elis dolce e materna ma anche severa. Spesso, non conoscendo l'identità dei piloti di Dendoh, causa inconsapevolmente problemi, come quando ha sequestrato i Gear Commander a Hokuto e Ginga. In seguito Midori le rivelerà il segreto dei ragazzi, che quindi potranno uscire da scuola e andare in missione senza problemi.

## Armi elettroniche
Le armi elettroniche (in originale Data Weapon) sono sette bestie bioelettroniche considerate dagli abitanti di Alktos come divinità (sono menzionate nelle leggende come i "Sette Numi"). Possono essere salvate sul Gear Commander (urlando "Salvataggio file" + il nome della bestia) e installate su uno dei due robot (urlando il nome della bestia +"installazione"), Dendoh o Ouga, aumentandone forza distruttiva e velocità fino a ottanta volte per ogni arma. Possono essere anche attivate senza unirle ai robot tramite il caricamento file (urlando "Caricamento file" + il nome dell'arma), per poter combatterci a fianco. Le armi elettroniche possono stringere un patto con gli esseri dotati di anima, quindi non i Gulfer, in base a criteri diversi per ognuna. Ogni arma elettronica, dopo essere stata installata consente di sferrare un potentissimo colpo, l'attacco finale. Dato che questo costa moltissima energia, può essere sferrato una volta sola per ogni set di pile. Ogni attacco finale ha in comune con gli altri la rotazione di tutte le turbine del robot ad alta velocità e l'accumulo di energia da parte dei razzi posti sulla schiena; il rilascio dell'energia avviene unito all'utilizzo dell'arma per sferrare un potente colpo, diverso per ognuna. Inoltre ogni arma elettronica può fungere da chiave per liberare una delle capacità segrete di Dendoh e Ouga.
- La prima arma elettronica che appare ai ragazzi è Unicorno Perforante. Ha le sembianze di un cavallo azzurro, con un corno bianco che può roteare fungendo da trivella. Ricerca nell'animo la fiducia negli altri, qualità che trova in Hokuto. Durante lo scontro con Rago viene avvelenato dal temibile mostro e a nulla varranno i tentativi di Hokuto e Ginga di recuperare un campione di tessuto di Rago per sintetizzare un antidoto al veleno del temibile essere e Unicorno Perforante finisce per rimanere ucciso dal veleno di Rago ma successivamente viene riportato in vita dalla Antica Fenice per poi correre in aiuto di Hokuto e Ginga che stavano combattendo contro Rago aiutandoli a sconfiggerlo. Quando viene installato la sua testa si materializza sul braccio destro del robot e il corno può essere utilizzato come trivella. Nel lanciare l'attacco finale il corno inizia a girare ad altissima velocità; poi puntando verso il nemico questo rilascia l'energia accumulata producendo un fascio di energia a spirale in grado di perforare qualunque materiale. Secondo Hokuto e Ginga, l'attacco finale di Unicorno Perforante è efficace solo se diretto. Unicorno Perforante permette di attivare la Barriera di fuoco, una forte emissione energetica che funge da difesa.
- La seconda arma che si mostra è Vipera Insidiosa, un serpente viola che cerca la sicurezza in sé stessi; questa qualità è presente più in Arthea che nei piloti di Dendoh, cosicché lui riesce a catturarla. In seguito all'entrata in coma di Arthea, è Hokuto che salverà il file. Quando viene installata, la sua testa si posiziona sul braccio sinistro del robot. Questa è attaccata con un cavo al cappuccio, dal quale può essere lanciata in aria e facendola roteare come una frusta per poi lanciarla contro il nemico, e la bocca può essere usata come un gancio. Nell'attacco finale il robot fa roteare l'arma sulla testa, generando un vortice elettrico che dà forza alla testa del serpente, che poi verrà lanciata; la forza distruttiva viene in parte scaricata sul terreno, che ne devia la traiettoria, rendendone più difficile l'intercettazione. Vipera insidiosa permette di attivare il Lampo d'illusione: muovendosi ad altissima velocità il robot dà l'impressione di sdoppiarsi, rendendo difficile vederlo ed evitarne i colpi.
- Poi viene catturato Leone Cerchiato, che ricerca il coraggio, e Ginga ne dimostra tanto da far sì che l'arma elettronica gli chieda direttamente di salvarlo, tramite un bagliore sul Gear Commander. Leone Cerchiato fa amicizia con la sorellina di Ginga la piccola Otome che chiama Leone Cerchiato Signor Leone che dopo quel momento deciderà di proteggere venendo a trovarla durante le notti con grande gioia della bambina. Durante lo scontro con Rago viene avvelenato dal temibile mostro e a nulla varranno i tentativi di Hokuto e Ginga di recuperare un campione di tessuto di Rago per sintetizzare un antidoto al veleno del temibile essere e Leone Cerchiato finisce per rimanere ucciso dal veleno di Rago ma successivamente viene riportato in vita dalla Antica Fenice per poi correre in aiuto di Hokuto e Ginga che stavano combattendo contro Rago aiutandoli a sconfiggerlo. Si presenta come un leone bianco che ha una criniera composta da un disco giallo rotondo in grado di roteare ad alte velocità. Si posiziona sulla gamba destra del robot sul quale viene installato, potenziando la forza del calcio. L'attacco finale consiste in una rotazione della criniera dell'arma, che genera un anello energetico verde; roteando una gamba il robot lancia il disco, che fende la corazza del nemico ed esplode generando molta energia. L'arma elettronica libera la capacità dei robot di analizzare gli oggetti circostanti tramite un sensore: la capacità si chiama Ipervista.
- L'arma elettronica Toro Infuriato appare spesso, una volta, attirata dal colore rosso del fuoco di una bestia meccanica, aiuta i ragazzi ad eliminarla. Cerca la saggezza. Viene catturata da Arthea, che poi la passa a Ginga. Si mostra come un toro arancione del quale restano solo la testa con le grandi corna quando viene installato, comparendo sul braccio destro o sinistro del robot. Nell'attacco finale le corna si allargano e il robot scarica l'energia accumulata colpendo con forza il terreno, che si spacca facendo fuoriuscire dei grandi cristalli viola che colpiscono il nemico. Toro Infuriato consente di usare la Mega Pressione, una forte carica energetica che immobilizza l'avversario o lo schiaccia col suo peso.
- Successivamente si mostra Drago Infuocato, un drago rosso che può sputare grosse palle di fuoco. Cerca l'amore, e verrà catturato da Hokuto. Una volta installato compare sulla gamba sinistra del robot e come attacco finale spara una palla blu seguita da un raggio rosso. Drago Infuocato permette di utilizzare il Raggio Distruttore, un potente raggio energetico di colore giallo rilasciato dalla fronte dei robot.
- Infine, compare Cinghiale Corazzato che verrà catturato da Ginga. Ha le sembianze di un enorme cinghiale verde con le zanne dorate e il naso simile ad una mitragliatrice gatling. Cerca la creatività. Una volta installato compare sul petto Dendoh e utilizza un attacco finale che consiste nel rilascio, attraverso il naso di Cinghiale Corazzato, di molti colpi concatenati simili a proiettili di una mitragliatrice, avvolti in un raggio azzurro. Ha il potere dell'"Arresto del Tempo" con il quale può creare un campo di forza all'interno del quale qualsiasi processo fisico viene arrestato, e grazie a cui quindi è possibile immobilizzare gli avversari.
- Esiste una settima ed ultima bestia elettronica, Antica Fenice, che compare in molte puntate sotto l'aspetto di Vega da bambina: infatti è lei ad attivare Dendoh la prima volta, perché vada da Hokuto e Ginga e, successivamente, a riportare in vita Unicorno Perforante e Leone Cerchiato e suggerir a Hokuto e Ginga l'utilizzo del Grande Re Kiba. Compare nel suo vero aspetto solo nell'ultima puntata e viene salvata sia da Hokuto e Ginga che da Arthea. Cerca la speranza. Quando viene installata da Dendoh compaiono sulla schiena due grandi ali oppure, convogliando l'energia delle altre sei armi, diventa un gigantesco spadone, simile a uno spadone zweihänder. Quando viene installata da Ouga compaiono le due spade di Arthea adattate alle dimensioni del robot. Consente di utilizzare l'Energia Infinita della Speranza, non richiedendo più il supporto di Kirakuni e Vega. Come attacco finale su Dendoh, il robot spara sette raggi corrispondenti ai colori delle armi elettroniche che colpiscono il nemico.

| Arma                | Potere             | Sentimento Cercato   | Colore    |
| ------------------- | ------------------ | -------------------- | --------- |
| Unicorno perforante | Barriera di fuoco  | Fiducia negli altri  | Blu       |
| Vipera insidiosa    | Lampo d'illusione  | Fiducia in se stessi | Viola     |
| Leone cerchiato     | Iper vista         | Coraggio             | Giallo    |
| Toro infuriato      | Mega pressione     | Saggezza             | Arancione |
| Drago infuocato     | Raggio distruttore | Amore                | Rosso     |
| Cinghiale corazzato | Arresto del tempo  | Creatività           | Verde     |
| Antica Fenice       | Energia Infinita   | Speranza             | Bianco    |

Oltre a queste esiste il Grande re Kiba, re delle armi elettroniche, che può essere installato solo se Ginga e Hokuto, chiamando il suo nome, installano contemporaneamente Unicorno perforante e Leone cerchiato. Anche quando Hokuto non sarà più alla guida di Dendoh, con la stessa procedura si potrà installare l'arma, che però potrà essere manovrata solo da un robot per volta, e che assumerà una forma diversa per ciascuno dei due: Kibastriker quando è usata da Dendoh ed ha la forma di una trivella, Kibaspinner quando in forma autonoma e che si lancia contro l'avversario come un ariete, e infine, quando viene utilizzata da Ouga, diventa il Kibabreaker, una potente spada larga. Nell'attacco finale del Kibastriker, la trivella inizia a vorticare e ad accumulare moltissima energia, tanto che sia Dendoh che l'arma stessa assumono una colorazione dorata, per poi sfruttare i turbini posti sulle gambe di Dendoh per avanzare a grande velocità. Nell'attacco finale del Kibabreaker, viene creata una potente e lunghissima lama energetica, in grado di fendere quasi ogni cosa, che si allunga fino a tagliare le nuvole.

## Episodi
| Nº | Titolo italiano Giapponese 「Kanji」 - Rōmaji                                                                                          | In onda          | In onda        |
| Nº | Titolo italiano Giapponese 「Kanji」 - Rōmaji                                                                                          | Giapponese       | Italiano       |
| 1  | Dendoh all'attacco 「始まりの日－電童出撃－」 - Hajimari no hi -Den warabe shutsugeki-                                                 | 4 ottobre 2000   | 14 giugno 2004 |
| 2  | La sfida di Unicorno Perforante 「出現! ユニコーンドリル」 - Shutsugen! YUNIKOUNDORIRU                                                 | 11 ottobre 2000  | 15 giugno 2004 |
| 3  | L'arrivo di Ogre 「騎士凰牙[ナイトオウガ]来襲!」 - NAITOOUGA raishuu!                                                                  | 18 ottobre 2000  | 16 giugno 2004 |
| 4  | La spaventosa Rasenjo 「戦慄の螺旋城」 - Senritsu no Rasenjō                                                                           | 25 ottobre 2000  | 17 giugno 2004 |
| 5  | Pericolo Vipera Insidiosa 「炸裂! バイパーウイップ」 - Sakuretsu! BAIPAAUIPPU                                                          | 1º novembre 2000 | 18 giugno 2004 |
| 6  | Il coraggio di Leone Cerchiato 「レオサークルの勇気」 - REO SAAKURU no yuuki                                                           | 8 novembre 2000  | 19 giugno 2004 |
| 7  | L'assalto di Toro Infuriato 「突撃! ブルホーン」 - Totsugeki! BURU HOUN                                                                | 15 novembre 2000 | 22 giugno 2004 |
| 8  | Una nuova compagna 「新しい仲間」 - Atarashii nakama                                                                                   | 22 novembre 2000 | 23 giugno 2004 |
| 9  | La scomparsa delle armi elettroniche 「消えたデータウェポン」 - Kieta DEETAWEPON                                                       | 29 novembre 2000 | 24 giugno 2004 |
| 10 | Zero secondi alla distruzione di Dendoh 「電童破壊0秒前」 - Den Warabe hakai 0 byou mae                                                | 6 dicembre 2000  | 25 giugno 2004 |
| 11 | Scontro decisivo Dendoh contro Ogre 「決戦! 電童対凰牙」 - Kessen! Den Warabe tai Touga                                                | 13 dicembre 2000 | 26 giugno 2004 |
| 12 | Presentimento di pericolo 「危機の予感」 - Kiki no yokan                                                                               | 20 dicembre 2000 | 28 giugno 2004 |
| 13 | Il ritorno di papà 「銀河の父、帰る」 - Ginga no chichi, kaeru                                                                         | 27 dicembre 2000 | 29 giugno 2004 |
| 14 | Non c'è elettricità 「電気が無い!」 - Denki ga nai!                                                                                    | 10 gennaio 2001  | 30 giugno 2004 |
| 15 | La misteriosa storia delle armi elettroniche della scuola 「怪談! 学校のデータウェポン」 - Kaidan! Gakkou no DEETAWEPON                | 17 gennaio 2001  | 1º luglio 2004 |
| 16 | Il demone della Luna 「月の悪魔」 - Tsuki no akuma                                                                                     | 24 gennaio 2001  | 2 luglio 2004  |
| 17 | Le zanne di Ragoh 「ラゴウの牙」 - RAGOU no kiba                                                                                       | 31 gennaio 2001  | 4 luglio 2004  |
| 18 | Battaglia a 8000 metri di profondità 「深度8000Mの戦い」 - Shindo 8000 M no tatakai                                                    | 7 febbraio 2001  | 5 luglio 2004  |
| 19 | Ritorno alla vita 「よみがえる命」 - Yomigaeru inochi                                                                                  | 14 febbraio 2001 | 6 luglio 2004  |
| 20 | La cotta di Ginga 「燃えろ! 銀河!!」 - Moero! Ginga!!                                                                                  | 21 febbraio 2001 | 7 luglio 2004  |
| 21 | Il ritorno di Arthea 「黒騎士復活!」 - Kuro kishi fukkatsu!                                                                            | 28 febbraio 2001 | 8 luglio 2004  |
| 22 | Il segreto della mamma 「母の秘密」 - Haha no himitsu                                                                                  | 7 marzo 2001     | 10 luglio 2004 |
| 23 | Rivelazioni 「閉ざされた記憶」 - Tozasare ta kioku                                                                                     | 14 marzo 2001    | 11 luglio 2004 |
| 24 | Una lunga notte 「長い夜」 - Nagai yoru                                                                                                | 21 marzo 2001    | 12 luglio 2004 |
| 25 | Finalmente salva 「炎の中で」 - Honoo no naka de                                                                                       | 28 marzo 2001    | 13 luglio 2004 |
| 26 | Minaccia per la Terra 「螺旋城の落ちる日」 - Rasenjō no ochiru hi                                                                      | 4 aprile 2001    | 14 luglio 2004 |
| 27 | Ombre silenziose 「忍びよる影」 - Shinobi yoru kage                                                                                    | 11 aprile 2001   | 16 luglio 2004 |
| 28 | La sfida di Subaru 「スバルの挑戦」 - SUBARU no chōsen                                                                                 | 18 aprile 2001   | 17 luglio 2004 |
| 29 | Hokuto in pericolo 「北斗の危機!」 - Hokuto no kiki!                                                                                   | 25 aprile 2001   | 18 luglio 2004 |
| 30 | Il più grande nemico 「最大の敵!」 - Saidai no teki!                                                                                   | 2 maggio 2001    | 19 luglio 2004 |
| 31 | Scontro decisivo 「北斗の叫び、銀河の涙」 - Hokuto no sakebi, Ginga no namida                                                          | 9 maggio 2001    | 20 luglio 2004 |
| 32 | Il dolce volo dell'amicizia 「飛べ!スバル!」 - Tobe! SUBARU!                                                                           | 16 maggio 2001   | 22 luglio 2004 |
| 33 | La distruzione totale della Gear 「GEAR壊滅!」 - GEAR kaimetsu!                                                                        | 23 maggio 2001   | 23 luglio 2004 |
| 34 | L'attacco di Zero 「ゼロ・アタック!!」 - ZERO ATAKKU!!                                                                                 | 30 maggio 2001   | 24 luglio 2004 |
| 35 | Partenza per lo spazio 「発進!宇宙[そら]へ」 - Hasshin! Sora e                                                                         | 6 giugno 2001    | 25 luglio 2004 |
| 36 | Mare di tempesta 「嵐の海」 - Arashi no umi                                                                                            | 13 giugno 2001   | 26 luglio 2004 |
| 37 | La verità su Alktos 「アルクトスの真実」 - ARUKUTOSU no shinjitsu                                                                      | 20 giugno 2001   | 27 luglio 2004 |
| 38 | La leggenda delle stelle e poi, il giorno dell'inizio 「星の伝説－そして、始まりの日－」 - Boshi no densetsu -Soshite, hajimari no hi- | 27 giugno 2001   | 28 luglio 2004 |

## Sigle
Nella versione giapponese è stata usata una sola opening: W-Infinity di Hitomi Mieno e Hironobu Kageyama. Sono invece presenti due ending: la prima è COUNT DOWN di Little Voice ed è stata usata in tutti gli episodi tranne che nel 20 e nel 21, dove invece è presente Brand New Mermaid delle C-DRiVE. Per la versione televisiva dell'edizione italiana, è stata creata una sigla originale dal titolo L'invincibile Dendoh, realizzata dai Raggi Fotonici.

## Videogiochi
Dendoh compare nei videogiochi della serie Super Robot Wars, in Super Robot Taisen Reversal (Gameboy Advance) e Super Robot Taisen MX (PS2 e PSP).